# Cześć Tereska

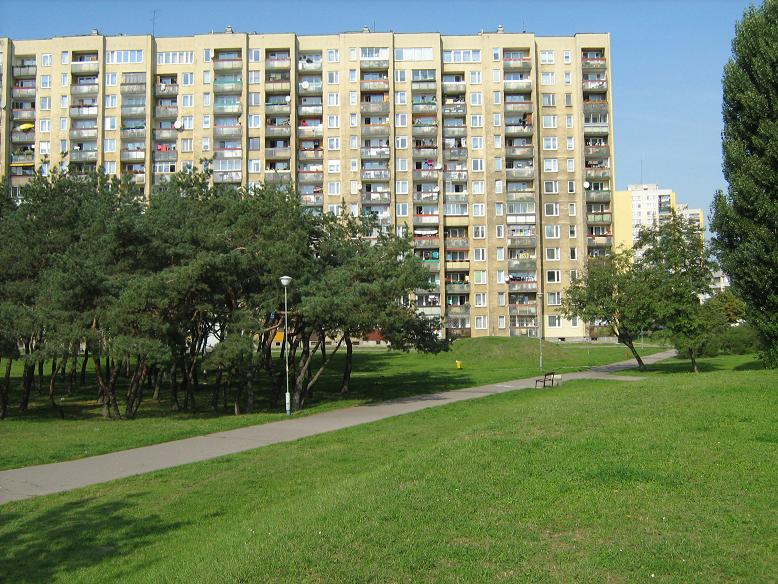
Osiedle Ostrobramska

Cześć Tereska – polski czarno-biały film psychologiczny z 2001 roku w reżyserii Roberta Glińskiego.
Cześć Tereska został w Polsce uhonorowany między innymi czterema Polskimi Nagrodami Filmowymi (w tym dla najlepszego filmu), a także Złotymi Lwami na Festiwalu Polskich Filmów Fabularnych. Docenili go także krytycy zagraniczni, przyznając filmowi Nagrodę Specjalną na Międzynarodowym Festiwalu Filmowym w Karlowych Warach. Z uznaniem spotkały się też amatorskie role wychowanek zakładów poprawczych, Aleksandry Gietner i Karoliny Sobczak. Film budził jednak kontrowersje w związku z losami odtwarzającej główną rolę Gietner, która po sukcesie filmu wróciła na drogę przestępczą.

## Opis fabuły
Film opowiada historię deprawacji młodej, wchodzącej w dorosłość dziewczyny, która wywodzi się z typowego polskiego blokowiska.
Tereska, wychowywana przez biednych, ledwo dających sobie radę rodziców, początkowo jest grzecznym dzieckiem. Jednak w trudnym okresie dojrzewania, bez wzorców, osamotniona i bez oparcia w rodzicach, wpada w złe towarzystwo. Beznadziejne życie w środowisku blokersów pogrąża ją, stopniowo traci całkowicie kontakt z rodzicami. Zaczyna kraść, kłamać, zaczyna palić papierosy i pije alkohol. Jest nieszczęśliwa, traci szansę na wyrwanie się z blokowiska i na lepsze życie. Ostatecznie doprowadza ją to do tragedii.

## Obsada
- Aleksandra Gietner, jako Tereska
- Karolina Sobczak, jako Renata
- Zbigniew Zamachowski, jako dozorca Edzio
- Małgorzata Rożniatowska, jako matka Tereski
- Krzysztof Kiersznowski, jako Stasiek, ojciec Tereski
- Violetta Arlak, jako pani Jola, nauczycielka
- Elżbieta Kijowska, jako dyrektorka szkoły
- Sławomir Orzechowski, jako Miecio Kucharski
- Andrzej Szopa, jako kierownik chóru
- Arkadiusz Nader, jako policjant na komisariacie
- Andrzej Chudy, jako policjant
- Janusz Hamerszmit, jako śledczy przesłuchujący Tereskę
- Michał Górski, jako młody Kucharski
- Paulina Szymkowska, jako dziewczynka na rolkach
- Monika Kisła, jako sprzedawczyni w sklepie

i inni

## Produkcja
Film był nagrywany od 20 marca do 10 maja 2000 roku w Warszawie. Zdjęcia plenerowe kręcono na praskim osiedlu Ostrobramska oraz Żoliborzu (portiernia Edzia).

## Odbiór
Tadeusz Sobolewski z „Gazety Wyborczej” postawił filmowi Glińskiego zarzut szantażu emocjonalnego: „cała materia dokumentalna jest podporządkowana przewrotnej koncepcji filmu [...] – widz znajduje się jakby w kleszczach reżyserskiej koncepcji, jest mocno sterowany, wpuszczany w mylne kanały. [...] Odrażająca sceneria blokowiska, w której tragedia ta się rozgrywa, dlatego nie ma barw, ponieważ jest widziana przez kogoś, kto nosi w oku szkiełko”. Odmienną opinię wyraził Władysław Cybulski z „Dziennika Polskiego”: „Siłą filmu Roberta Glińskiego jest jego pesymizm. Nie ma tu ani publicystycznych recept, ani moralizatorskiego «cerowania» rzeczywistości, ani jej upiększania choćby muzyczką spoza kadru, ani epatowania wulgarnością, co ostatnio tak polubiło kino polskie”. Zdzisław Pietrasik z „Polityki” uznał Cześć Tereska za „bez wątpienia najlepszy film polski 2001 roku”.

## Nagrody i wyróżnienia
| Rok  | Festiwal/organizator                                           | Nagroda                                       | Odbiorca                            |
| ---- | -------------------------------------------------------------- | --------------------------------------------- | ----------------------------------- |
| 2001 | Międzynarodowy Festiwal Filmowy w Karlowych Warach             | Nagroda Specjalna                             | Robert Gliński                      |
| 2001 | Festiwal Polskich Filmów Fabularnych                           | Złote Lwy                                     | Robert Gliński                      |
| 2001 | Festiwal Polskich Filmów Fabularnych                           | Złoty Klakier                                 | Robert Gliński                      |
| 2001 | Festiwal Polskich Filmów Fabularnych                           | Nagroda Dziennikarzy                          | Robert Gliński                      |
| 2001 | Międzynarodowy Festiwal Filmowy w Chicago                      | Wyróżnienie                                   | Aleksandra Gietner Karolina Sobczak |
| 2001 | Festiwal Filmowy w Denver                                      | Nagroda im. Krzysztofa Kieślowskiego          | Robert Gliński                      |
| 2001 | Klub Krytyki Filmowej Stowarzyszenia Dziennikarzy Polskich     | Syrenka Warszawska                            | Robert Gliński                      |
| 2002 | Koło Piśmiennictwa Filmowego Stowarzyszenia Filmowców Polskich | Złota Taśma dla najlepszego filmu polskiego   | Robert Gliński                      |
| 2002 | „Polityka”                                                     | Paszport „Polityki”                           | Robert Gliński                      |
| 2002 | Ogólnopolski Festiwal Sztuki Filmowej „Prowincjonalia”         | Nagroda Specjalna Organizatorów               | Robert Gliński                      |
| 2002 | Polska Akademia Filmowa                                        | Orzeł za najlepszy film                       | Robert Gliński                      |
| 2002 | Polska Akademia Filmowa                                        | Orzeł za najlepszą reżyserię                  | Robert Gliński                      |
| 2002 | Polska Akademia Filmowa                                        | Orzeł za najlepszy scenariusz                 | Jacek Wyszomirski Robert Gliński    |
| 2002 | Polska Akademia Filmowa                                        | Orzeł za najlepszą główną rolę męską          | Zbigniew Zamachowski                |
| 2002 | Tarnowska Nagroda Filmowa                                      | Nagroda Publiczności                          | Robert Gliński                      |
| 2002 | Young Artist Award                                             | Najlepsza młoda aktorka w filmie zagranicznym | Aleksandra Gietner Karolina Sobczak |
| 2002 | „Film”                                                         | Złota Kaczka dla najlepszego filmu polskiego  | Robert Gliński                      |
| 2002 | Festroia International Film Festival                           | Nagroda za reżyserię                          | Robert Gliński                      |
| 2002 | Minister Kultury i Sztuki                                      | Nagroda Ministra Kultury i Sztuki             | Robert Gliński                      |
| 2002 | Lubuskie Lato Filmowe                                          | Nagroda Organizatorów im. Juliusza Burskiego  | Robert Gliński                      |